# Anapus americanus
Anapus americanus är en insektsart som beskrevs av Knight 1959. Anapus americanus ingår i släktet Anapus och familjen ängsskinnbaggar. Inga underarter finns listade i Catalogue of Life.